# Liste der Stadtteile von Krems an der Donau

Die Kremser Stadtteile.
Die Nummerierung erfolgte im Uhrzeigersinn und hat keine besondere Bedeutung

Krems an der Donau ist die fünftgrößte Stadt des größten österreichischen Bundeslandes Niederösterreich. Das Stadtgebiet ist in zehn Stadtteile gegliedert, die im Gegensatz zu Graz oder Wien nicht nummeriert werden. Quer durch die Stadt verläuft von Norden nach Südosten die Große Krems, die manchmal auch Stadtteilgrenze ist. Alle Stadtteile bis auf Egelsee und Krems-Süd sind zu einem Stadtgebiet verwachsen.
Nachdem 1905 die Katastralgemeinde Weinzierl eingemeindet wurde, gliederte sich das Stadtgebiet wie folgt in:
- Altstadt (Wartbergviertel, Prucknerviertel, Höllviertel, Hülbenviertel)
- Vorstädte (Eselstein, Gartenau, Hohenstein, Mitterau, Und, Weinzierl)

Nach dem Anschluss Österreichs an das Deutsche Reich bestimmte man Krems als Hauptstadt von Niederösterreich und es wurden 14 Katastralgemeinden eingemeindet, worauf die Einwohnerzahl auf knapp 32.000 anstieg. Von diesen blieben nach 1948 nur Landersdorf, Rehberg und Stein bei der Stadt.
Zwanzig Jahre nachdem Gneixendorf seine Selbständigkeit wiedererlangt hatte, wurde der Ort 1968 abermals eingemeindet. Dadurch verfügte die Stadt wieder über einen eigenen Flugplatz.
Die größte Anzahl an Eingemeindungen fand 1972/73 statt, wobei die Gemeinden Egelsee mit Scheibenhof 1972 zuerst eingemeindet wurden. Danach folgte 1973 die erst zwei Jahre zuvor gegründete „Großgemeinde Hollenburg“ südlich der Donau.

## Legende
- Name: Name des Stadtteils fett hervorgehoben, darunter die Gebiete, die sich in diesen befinden.
- Fläche.: Gesamtfläche des Stadtteils in Quadratkilometern (km²).
- Eingemeindung: Jahr der Eingemeindung des Stadtteiles. Die Eingemeindungen beziehen sich auf die Katastralgemeinden. Da die Stadtteile aber weit später definiert wurden, weichen die Flächen der gleichnamigen Katastralgemeinden teilweise stark ab.
- Lage: Karte der Lage des Stadtteils im Stadtgebiet
- Postleitzahl: Postleitzahlen des Stadtteils. Die häufigste Postleitzahl steht an erster Stelle
- Bemerkung: Zusätzliche Informationen zum Stadtteil
- Bild: Ein Bild aus dem Stadtteil

## Übersicht
| Name                                              | Fläche in km² | Eingemeindung                           | Lage                            | Postleitzahl | Bemerkung | Bild                                               |
| ------------------------------------------------- | ------------- | --------------------------------------- | ------------------------------- | ------------ | --- | -------------------------------------------------- |
| Innenstadt Altstadt Bahnhofsviertel               | 1,47          | –                                       | Lage des Stadtteils Innenstadt  | 3500         | In der Innenstadt liegen die meisten historischen Gebäude, die stark frequentierte Fußgängerzone, sowie die Behörden und Schulen. Der Bahnhof liegt im Süden des Stadtteiles und ist durch die Ringstraße von der Altstadt getrennt. Auf dem Hang des Langenloiserberges befindet sich ein Schulkomplex der eine HAK, HLF, HASCH und ein Internat beherbergt. | Kremser Innenstadt                                 |
| Weinzierl Hohenstein Weinzierl                    | 1,26          | 1905                                    | Lage des Stadtteils Weinzierl   | 3507         | Dieser Stadtteil beherbergt das Landesklinikum Krems und ist schon sehr früh mit der Stadt verwachsen, wobei im Zentrum der alte Ortskern erhalten geblieben ist. Das Weinzierl ist im Süden durch den Kremsfluss begrenzt. Die Katastralgemeinde reicht weit darüber hinaus und umfasst auch einen großen Teil des Stadtteils Lerchenfeld. | Alter Ortskern vom Kremser Stadtteil Weinzierl     |
| Mitterau                                          | 1,78          | –                                       | Lage des Stadtteils Mitterau    | 3500         | Die Mitterau wurde nach dem Zweiten Weltkrieg dicht bebaut und ist hauptsächlich ein Wohnstadtteil. Dort ist auch ein Standort der Kirchlichen Pädagogischen Hochschule Wien/Krems. Auffallend ist die entlang der S5 in den 1960er Jahren entstandenen Hochhaussiedlung im Osten. Im Südwesten befinden sich die Badearena, die Sporthalle, sowie weitere Freizeiteinrichtungen. Im Grundbuch teilen sich die Katastralgemeinden Krems und Weinzirl bei Krems etwa je die Hälfte des Areals. | Zentrum des Kremser Stadtteiles Mitterau           |
| Stein Förthof Reisperbachtal Stein Und            | 3,65          | 1938                                    | Lage des Stadtteils Stein       | 3504         | Stein ist durch seine mittelalterlichen Gebäude und die Schiffsanlegestelle bekannt. Hier befinden sich die Donauuniversität, die Danube Private University, die Kunstmeile Krems, die Justizanstalt Stein sowie das Kloster Und. | Universität Krems                                  |
| Egelsee Alauntal Egelsee Scheibenhof              | 7,72          | (1938–48) 1972                          | Lage des Stadtteils Egelsee     | 3500         | Der 1972 eingemeindete Ort ist nicht mit der Stadt verwachsen, da er auf einem Plateau über der Stadt liegt. Egelsee gilt als ruhiger und beliebter Wohnstadtteil. | Donauwarte Krems                                   |
| Rehberg Kremstal Mühlhof Rehberg                  | 7,90          | 1938                                    | Lage des Stadtteils Rehberg     | 3503         | Zwischen Rehberg und Krems ist in den letzten Jahren auf einem ehemaligen Industriegelände die Mühlhofsiedlung, mit Geschoßbauten entstanden. Im Norden befindet sich der alte Ortskern und die Ruine Altrehberg. | Rehberg im Winter                                  |
| Am Steindl Am Turnerberg                          | 1,48          | –                                       | Lage des Stadtteils Am Steindl  | 3500         | Am Steindl ist ein beliebter Wohnstadtteil an einem Hang, mit weitem Blick auf Krems und das Donautal. | Langenloiserstraße im Kremser Stadtteil Am Steindl |
| Gneixendorf                                       | 5,11          | (1938–48) 1968                          | Lage des Stadtteils Gneixendorf | 3500         | Ehemals bäuerlich geprägte Gemeinde im Norden der Stadt, mit Wasserschloss, dem Trautingerhof (Beethovenhaus: 1826) und dem Flughafen von Krems. Gneixendorf ist mit Krems verwachsen und heute ein wichtiges städtebauliches Entwicklungsgebiet. | Dorfplatz in Gneixendorf                           |
| Lerchenfeld Landersdorf Lerchenfeld               | 8,22          | 1905, 1938 (Landersdorf)                | Lage des Stadtteils Lerchenfeld | 3502         | Landersdorf ist eine alte Ansiedlung, die auch eine eigene Katastralgemeinde bildet. Lerchenfeld, das zur Katastralgemeinde Weinzierl gehört, ist 1939 als Werkssiedlung für die Hütte Krems geplant worden, die kriegsbedingt aber nur zur Hälfte realisiert wurde. Im Osten befindet sich das Industriezentrum von Krems mit dem Hafen, der Krems Chemie, der VOEST Krems, dem Gewerbepark Ost sowie weiteren Betrieben.                                                                    | Kremser Stadtteil Lerchenfeld                      |
| Krems-Süd Angern Brunnkirchen Hollenburg Thallern | 13,02         | 1973 (1938–48) 1973 1973 (1938–48) 1973 | Lage des Stadtteils Krems-Süd   | 3506 3511    | Krems-Süd ist der jüngste Stadtteil und ist aus den Gemeinden Angern, Brunnkirchen, Hollenburg und Thallern entstanden. Hier befindet sich die Privatklinik Hollenburg sowie das Schloss Wolfsberg. Krems-Süd liegt als einziger Stadtteil südlich der Donau. | Hollenburg                                         |
| Stadt Krems                                       | 51,61         |                                         |                                 |              | |                                                    |